# Библиотека Г. А. Потёмкина

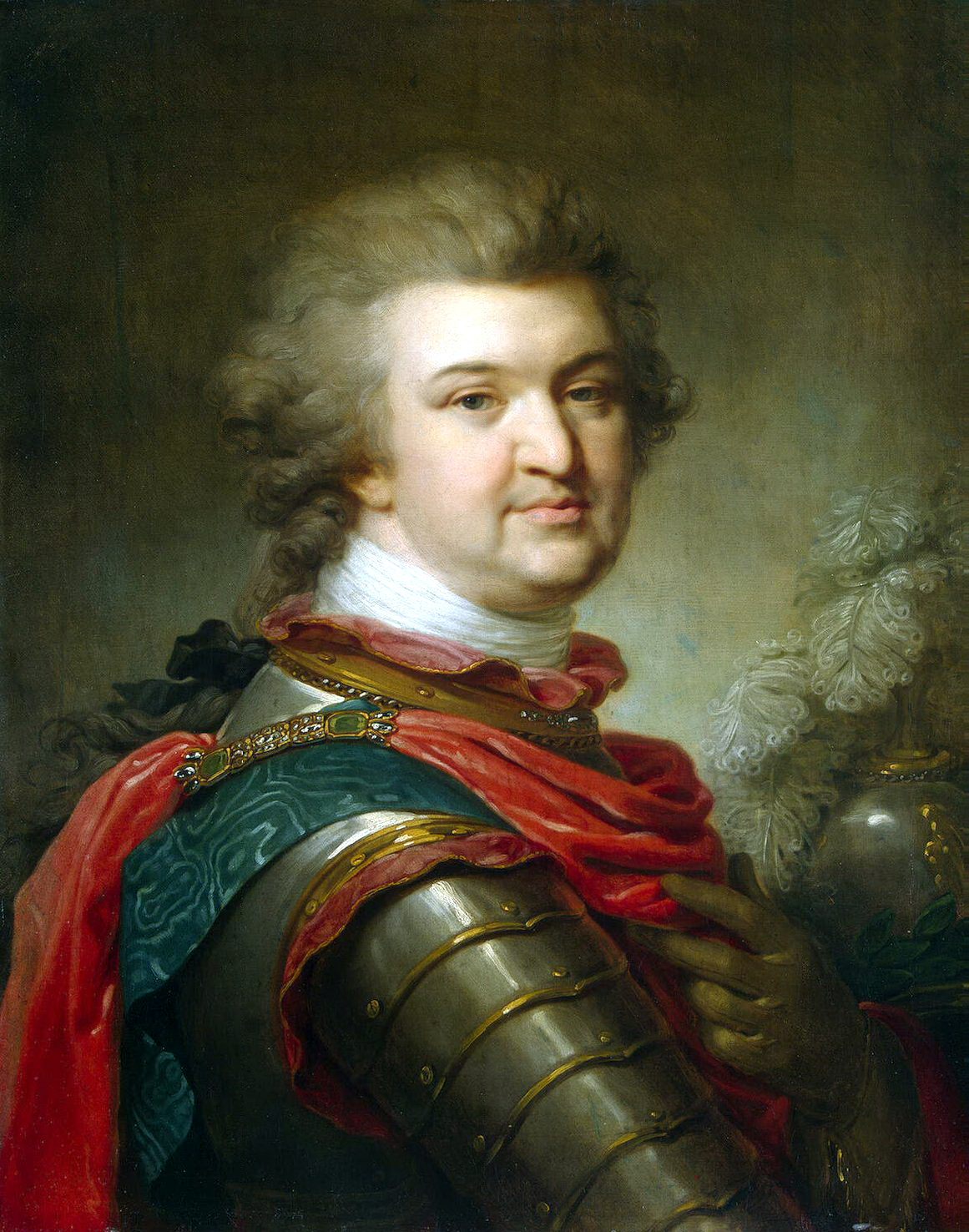
Иоганн Лампи. Портрет светлейшего князя Потёмкина-Таврического

Библиотека Григория Александровича Потёмкина при жизни владельца насчитывала более 2000 заглавий. Рукописные и печатные книги, входящие в состав книжного собрания, представляют большую историческую и библиографическую ценность. После кончины владельца 146 единиц собрания поступили в Эрмитажную библиотеку. Значительную часть книжного фонда предполагалось передать библиотеке планируемого Екатеринославского университета. В мае 1798 года императорским повелением книги и коллекции были переданы Казанской гимназии, объём собрания составил 1319 названий, в том числе 34 рукописи и 114 карт и планов. После открытия университета в 1804 году собрание Г. А. Потёмкина стало основой его научной библиотеки.
В библиотечном собрании представлены европейские печатные издания XV—XVIII веков, в том числе инкунабулы, альдины и эльзевиры, собрания гравюр XVIII века. В рукописной части — редкий свиток Торы (предположительно IX—X веков), «Атлас Российский», «Краткий российский летописец» Ломоносова, сочинения Тредиаковского с авторской правкой, и так далее.

## Прижизненное состояние
Е. Саминский в исследовании 2006 года обращал внимание на то, что под именем «библиотеки Потёмкина» скрывались разные книжные собрания, которые имели разную направленность и хранились в разных местах. В первую очередь — это библиотека для Екатеринославского университета, проект которого был одобрен Екатериной II в 1784 году. Однако в город книги попали только после скоропостижной кончины князя в 1791 году; проект университета был предусмотрен бюджетом наместничества, по крайней мере, до смерти императрицы. О составе прижизненной библиотеки позволяют судить три документа, наиболее ранний из которых относится к 1789 году. Согласно ему, часть собрания («походная библиотека») была отправлена князю, находившемуся тогда в Елизаветграде. В Кременчуге осталось 1505 книг, не считая «разных грекороссийских пиес и наказов». После смерти Потёмкина императрице был направлен рапорт, датированный 1 марта 1792 года, в котором перечисляются 445 «разных иноязычных» книг, 32 экземпляра «наказов греческих с русским уложения комиссии» в переплетах, 31 связка тех же «наказов» без переплета и 24 экземпляра «споров Европы с Азией». Наиболее подробным является роспись 21 марта 1793 года, проведённая по этажам, комнатам, шкафам и т. д. Общее количество книг во всех комнатах среднего этажа — 1511. Это были фонды как походной библиотеки Потёмкина, так и приобретённой для него библиотеки епископа Евгения (Булгариса). Общая стоимость фондов не может быть точно определена, однако известно, что после смерти Потёмкина в 1791 году осталось 14 000 рублей долга за книги.
Судя по имеющимся каталогам, собрание русских книг Г. Потёмкина начало формироваться около 1760-х годов, а темпы прироста фондов существенно увеличились в 1770-е и 1780-е годы, что хорошо коррелирует с ростом финансового и социального статуса владельца. По мнению Е. Саминского, даты изданий и тематическое разнообразие свидетельствуют, что Потёмкин лично собирал русские книги, тогда как иностранные издания коррелируют с биографией Евгения (Вулгариса), а в изначальном собрании Потёмкина книги на иностранных языках занимали второстепенное положение. В частности, можно утверждать, что 143 названия книг на английском языке принадлежали епископу, поскольку Потёмкин был слабо знаком с этим языком. В 1790-е годы походная потёмкинская библиотека хранилась отдельно от собрания, предназначенного для университета. Собственно, библиотека Потёмкина собиралась в Таврическом дворце и Эрмитаже, и после смерти владельца «растворилась в петербургских книгохранилищах»; поэтому Е. Саминский определял статус университетской библиотеки как крупного собрания, но «по отношению к библиотеке Потемкина маргинального».
Библиотека пополнялась до последнего года жизни светлейшего князя, отражая, в том числе, его личные интересы. Так, в собрании имелись: «Краткий российский летописец» Ломоносова, «Историческое изображение России» Богдановича, «Письма фельдмаршала Шереметева», «Опыт исторического доказательства о происхождении россиян от араратцев» Дрюмеля, «Примечания на историю России г. Леклерка» Болтина. Потёмкин собирал также документы петровской эпохи; в собрании были представлены «Рассуждение» Шафирова, царский «Регламент об управлении адмиралтейства» и сочинения Феофана Прокоповича. Владелец библиотеки лично переписывался с сочинителями и коллекционерами, пытался приобрести рукописи («списки») из библиотеки Г. Ф. Миллера, но ему было отказано под предлогом нерасторжимости целого собрания. По видимому, часть материалов, например, боярский список 1703 года, появилась в библиотеке благодаря М. М. Щербатову.

## В составе Казанской университетской библиотеки
Новый император Павел I в мае 1798 года посетил Казань с частным визитом для войскового смотра. Во время визита военный губернатор Б. П. Де Ласси подал на Высочайшее имя доклад с представлением гражданского губернатора Д. С. Казинского, о восстановлении в Казани гимназии и о пополнении её книгами библиотеки Г. А. Потёмкина, хранящихся «без всякого употребления в ведомстве Приказа общественного призрения» в Новороссийске (как был переименован Екатеринослав). Эта инициатива была связана с указом от 31 октября 1797 года о преобразовании Казанской гимназии в первую ступень университета (ранее, в 1790 году гимназия была объединена с народным училищем). 29 мая 1798 года был подписан указ о перевозке библиотеки и размещении её фонда в губернаторском доме. Во исполнение указа был отправлен в Екатеринослав учитель Казанской гимназии Богдан Линкер, не принявший во время сборов 117 названий (243 тома) книг, которые поступили в народное училище, на базе которого была в 1805 году основана гимназия. В 1804 году 63 тома из этой части собрания поступили во вновь основанный Харьковский университет. Мнение историка Казанского университета Н. Н. Булича, что значительная часть библиотеки была утрачена, не соответствует действительности. Разбор книг начался в 1800 году, тогда была выявлена недостача 79 книг и эстампов. После передачи библиотеки гимназии в фонд университета в 1807 году было учтено 1171 название. Проблема заключалась в том, что бывший директор гимназии Соколов вывез все каталоги библиотеки Потёмкина в Петербург. В ответ на требование нового директора Титова вернуть их, Соколов вернул только каталог латинских, греческих и русских книг, заключавший только 825 названий. В 1821 году была составлена новая опись, в которой рядом с некоторыми позициями стоит помета «Пт» («Потёмкин»), предположительно, основанная на неких существовавших в то время документах. Библиотекарем тогда был П. С. Кондырев.
В составе книг, прибывших в Казань, оказался свиток Торы из 50 кож, переписанный, предположительно, около IX века. В 1812 году рукопись была истребована в Петербург в Императорскую Публичную библиотеку с целью снятия копии. В 1821 году было открыто дело о возвращении рукописи в Казань, в котором принял участие князь А. Н. Голицын. 19 ноября 1821 года к нему официально обратился попечитель Казанского учебного округа М. Л. Магницкий; в обращении стоимость свитка была оценена в 30 000 рублей. 3 декабря датировано извещение о получении рукописи. Однако уже в январе 1822 года попечитель предложил обменять свиток на дублетные материалы столичной библиотеки; переписка по этому вопросу продолжалась в марте и в мае того же года. Директор Публичной библиотеки А. Н. Оленин указывал при этом на завышенную стоимость рукописи; в результате дело было прекращено и свиток остался в Казани.
Книжное собрание Г. Потёмкина неизменно вызывало интерес библиографов и широкой публики. В 2020 году в центре «Эрмитаж-Казань» Музея-заповедника «Казанский Кремль» состоялась презентация созданного при участии Научной библиотеки им. Н. И. Лобачевского каталога масштабного выставочного проекта «Это сам Потемкин!». Собственно выставка проходила выставка проходила в парадных залах Зимнего дворца Санкт-Петербурга с 7 декабря 2019 года по 18 марта 2020 года. Из Казани на ней было представлено 44 книжных раритета, в том числе список Торы, альбомы рисунков художников и гравёров французской школы 1760—1780-х годов, самый ранний в российской геральдике гербовник А. Князева.